# Grevagårdens naturreservat
Grevagårdens naturreservat är ett naturreservat i Skövde kommun i Västra Götalands län.
Naturreservatet bildades 2023 och omfattar 12 hektar. Det ligger öster om Åsle på Billingens östra sluttning och består av ädellösvskog.